# Chitila
Chitila is een stad in Ilfov. Ilfov is het district dat Boekarest omringd. Chitila ligt in de regio Muntenië, in het zuiden van Roemenië.